# Лърнид Хенд
Билингс Лърнид Хенд (или Ханд, на английски: Billings Learned Hand) е американски съдия и философ на правото.

## Биография
Роден е в Ню Йорк на 18 август 1961 г. Завършва право в Харвардския университет.
От 1909 година е съдия, след 1924 година – в Апелативния съд на втори окръг, който оглавява от 1939 година до оттеглянето си през 1951 година.
Със своята работа като съдия и с публикациите си в областта на правото и философията на правото Хенд придобива популярност в професионалните и в по-широки кръгове.
Лърнид Хенд умира на 18 август 1961 година в Ню Йорк.